# Абдуллаева, Сипорат
Сипорат Абдуллаева (тадж. Сипорат Абдуллоева; 1932 год, Пенджикент, Таджикская ССР — 28 января 2007 года, Пенджикент, Таджикистан) — упаковщица табачно-ферментационного завода Пенджикентского производственного объединения табачно-консервной промышленности Министерства пищевой промышленности Таджикской ССР, Ленинабадская область. Герой Социалистического Труда (1981).

## Биография
С 1932 года — рядовая колхозница в колхозе имени Карла Маркса Пенджикентского района. С 1963 года трудилась упаковщицей на табачно-ферментационном заводе в Пенджикенте. В 1968 году вступила в КПСС. Приобретя высокие профессиональные навыки, ежегодно добивалась значительных производственных достижений в своей трудовой деятельности. По итогам восьмой пятилетки (1966—1970) была награждена в апреле 1971 года Орденом «Знак Почёта» и в феврале 1974 году — Орденом Ленина за высокие трудовые достижения во Всесоюзном социалистическом соревновании и перевыполнение плана третьего года девятой пятилетки (1971—1975).
Указом Президиума Верховного Совета СССР от 17 марта 1981 года «за выдающиеся производственные достижения, досрочное выполнение заданий десятой пятилетки и социалистических обязательств, проявленную трудовую доблесть» удостоена звания Героя Социалистического Труда с вручением ордена Ленина и золотой медали «Серп и Молот».
Трудилась на Пенджикентском табачно-ферментационном заводе до выхода на пенсию в 1990 году.
Скончалась в 2007 году.
Награды
- Герой Социалистического Труда
- Орден Ленина — дважды (19.02.1974; 17.03.1981)
- Орден «Знак Почёта» (26.04.1971)
- Знак «Шахтёрская слава» 3 степени